# Santa Creu de Vallcarca
Santa Creu de Vallcarca, anomenada inicialment Verge de les Virtuts, fou una ermita situada a l'actual número 3 del carrer de Vallpar, al barri dels Penitents de Barcelona. La va fer construir el pare Francesc Palau i Quer, fundador dels Carmelites Terciaris Descalços, que el 1853 havia comprat els terrenys de can Gomis i mas Falcó, on hi havia unes coves on hi vivien ell i els monjos. Per aquest motiu la gent els anomenava 'els penitents', origen del nom del barri.
L'ermita era destinada a la comunitat masculina dels Carmelites Terciaris Descalços. Allà el pare Palau hi practicava exorcismes els diumenges, amb gran afluència de visitants i fidels. El 1862, una mica més avall, al carrer de Ticià, hi va fer un espai per a la comunitat femenina, de germanes carmelites. Va morir el 1872, deixant l'ermita i els terrenys sense propietari. Per a evitar la seva pèrdua, mossèn Cinto Verdaguer la va comprar, endeutant-se. Aquest endeutament, i la tossuderia de viure amb la vídua Duran-Martínez i el seus fills en una casa del carrer de Ticià, propera a l'ermita, van causar el 'drama verdaguerià'. El mateix Verdaguer ho explica en un dels seus articles 'En defensa pròpia':
| «                                                  | Mai havia somniat en tenir cap possessió: no aspirava pas a ser propietari, però sí volia que la Verge del Carme i Santa Teresa ho fossen de sa capella de Vallcarca, i que d'allí cap persona malintencionada les ne pogués traure. […] Aquella possessió que fou lo cadafalc de mon suplici, ha sigut una de les causes més amagades i fondes de ma persecució, puix segons tots los indicis i tots los parers, algun de mos contraris la pretenia. [...]. | » |
| — Jacint Verdaguer, La Publicidad, 9 setembre 1897 | |   |

Els escriptors Pérez Galdós i Narcís Oller van visitar a Verdaguer quan vivia al carrer Ticià. Posteriorment Rubén Darío també va viure en aquest carrer.
El 1960 l'Ajuntament va enderrocar l'ermita, quedant únicament en peus una part de la paret de roca. Actualment hi ha la seu de les germanes carmelites.